# Martina Vondrová
Martina Vondrová (* 3. Juli 1972 in Jablonec nad Nisou) ist eine ehemalige tschechische Skilangläuferin.

## Werdegang
Vondrová startete international erstmals bei den Nordischen Junioren-Skiweltmeisterschaften 1992 in Vuokatti. Dort holte sie Silber mit der Staffel. Bei den Weltmeisterschaften 1993 in Falun belegte sie den 44. Platz über 30 km Freistil und den 42. Rang über 15 km klassisch. Ihre besten Platzierungen bei den Olympischen Winterspielen 1994 in Lillehammer waren der 31. Platz über 15 km Freistil und der neunte Rang mit der Staffel. Ihr letztes internationales Rennen absolvierte sie im Januar 1996 beim Weltcup in Nové Město, das sie auf dem 60. Platz über 10 km klassisch beendete.